# Campeonato Regional do Algarve
O Campeonato Regional do Algarve foi uma competição de futebol portuguesa organizada pela Associação de Futebol do Algarve. Era a competição que elegia oficialmente o campeão de futebol do Algarve, a primeira edição foi na época de 1914–15 e a última na época de 1946–47. O maior vencedor é o SC Olhanense com 15 títulos.

## Vencedores

### Por época
| Época   | Vencedor        |
| ------- | --------------- |
| 1946–47 | SC Olhanense    |
| 1945–46 | SC Olhanense    |
| 1944–45 | SC Olhanense    |
| 1943–44 | SC Olhanense    |
| 1942–43 | SC Olhanense    |
| 1941–42 | SC Olhanense    |
| 1940–41 | SC Olhanense    |
| 1939–40 | SC Olhanense    |
| 1938–39 | SC Olhanense    |
| 1937–38 | SC Farense      |
| 1936–37 | Portimonense SC |
| 1935–36 | SC Farense      |
| 1934–35 | Lusitano VRSA   |
| 1933–34 | SC Farense      |
| 1932–33 | SC Olhanense    |
| 1931–32 | Lusitano VRSA   |
| 1930–31 | SC Olhanense    |
| 1929–30 | Lusitano VRSA   |
| 1928–29 | Lusitano VRSA   |
| 1927–28 | Lusitano VRSA   |
| 1926–27 | SC Olhanense    |
| 1925–26 | SC Olhanense    |
| 1924–25 | SC Olhanense    |
| 1923–24 | Não se realizou |
| 1922–23 | Lusitano VRSA   |
| 1921–22 | SC Olhanense    |
| 1917–18 | SC Farense      |
| 1914–15 | SC Farense      |

### Por clube
| Clube           | Venceu | Época(s) |
| --------------- | ------ | --- |
| SC Olhanense    | 15     | 1921–22, 1924–25, 1925–26, 1926–27, 1930–31, 1932–33, 1938–39, 1939–40, 1940–41, 1941–42, 1942–43, 1943–44, 1944–45, 1945–46 e 1946–47 |
| Lusitano VRSA   | 6      | 1922–23, 1927–28, 1928–29, 1929–30, 1931–32 e 1934–35                                                                                  |
| SC Farense      | 5      | 1914–15, 1917–18, 1933–34, 1935–36 e 1937–38                                                                                           |
| Portimonense SC | 1      | 1936–37 |

Ref.: